# Micro-région d'Ózd
La micro-région d'Ózd (en hongrois : ózdi kistérség) est une micro-région statistique hongroise rassemblant plusieurs localités autour de Ózd.